# 울산동천고등학교
울산동천고등학교(蔚山東川高等學校)는 대한민국 울산광역시 북구 천곡동에 있는 공립 고등학교이다.

## 학교 연혁
- 1998년 5월 8일 : 농소고등학교 설립 인가
- 1999년 3월 1일 : 초대 지종한 교장 취임
- 1999년 3월 5일 : 개교(1학년 10학급 입학)
- 2011년 3월 1일 : ‘울산동천고등학교’ 로 교명 변경
- 2024년 3월 1일 : 김영신 교장 취임
- 2025년 2월 12일 : 제24회 226명 졸업(총 졸업생수 9,434명)
- 2025년 3월 4일 : 제27회 신입생 10학급(284명) 입학

## 참고 자료
- 울산동천고등학교 - 한국교육학술정보원 학교알리미